# Пальмирское кладбище

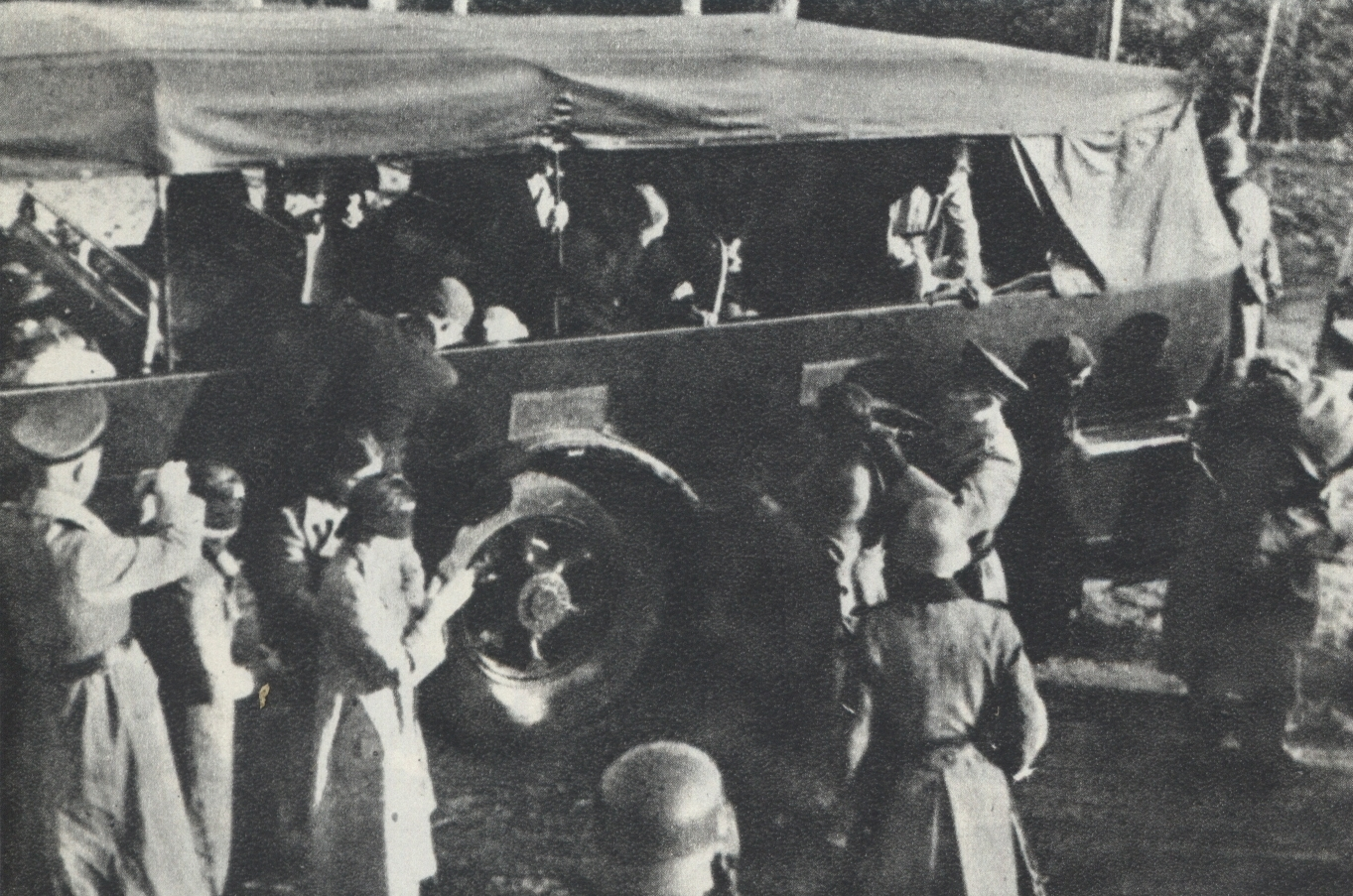
Перед экзекуцией

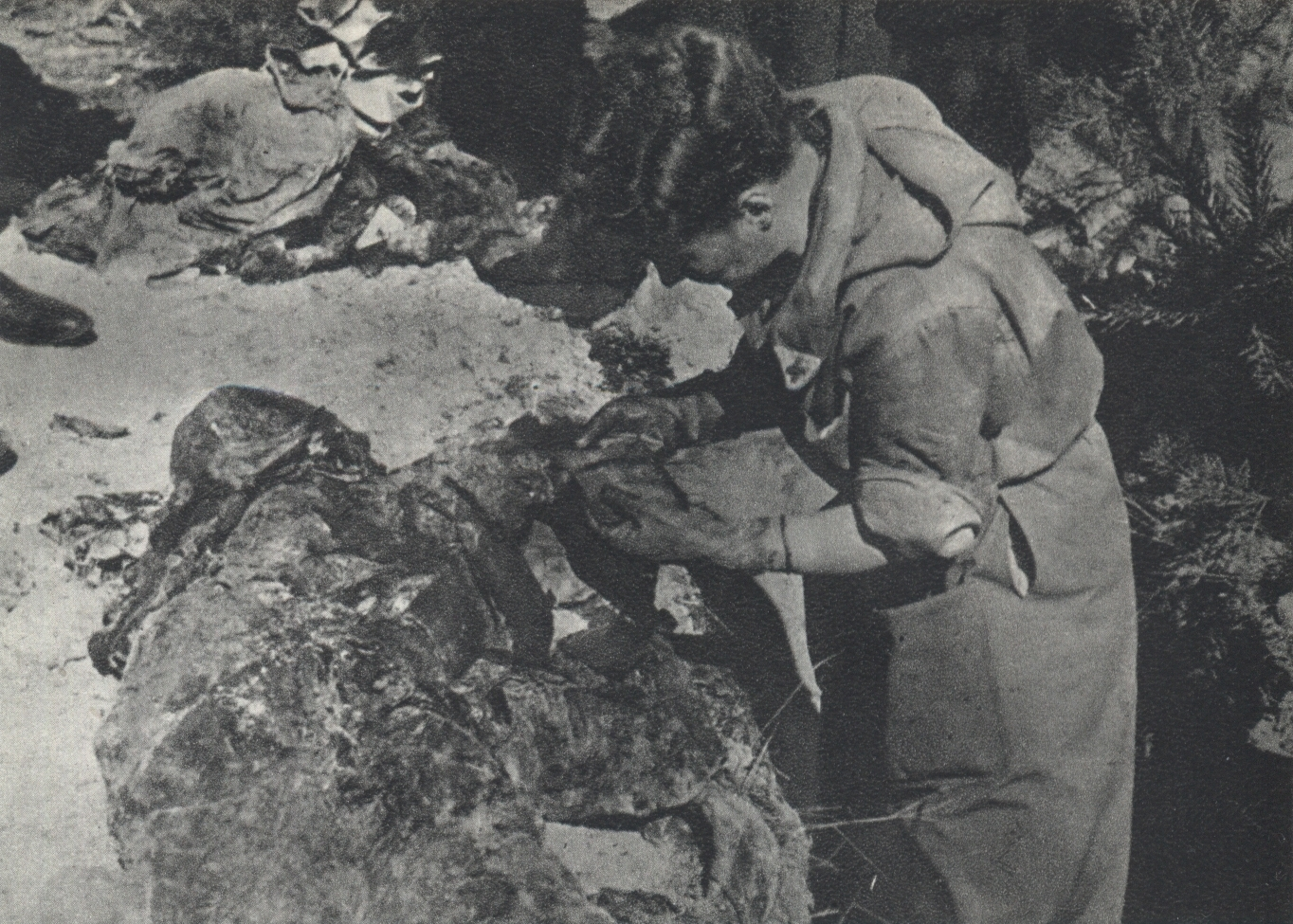
Эксгумация, 1946 год

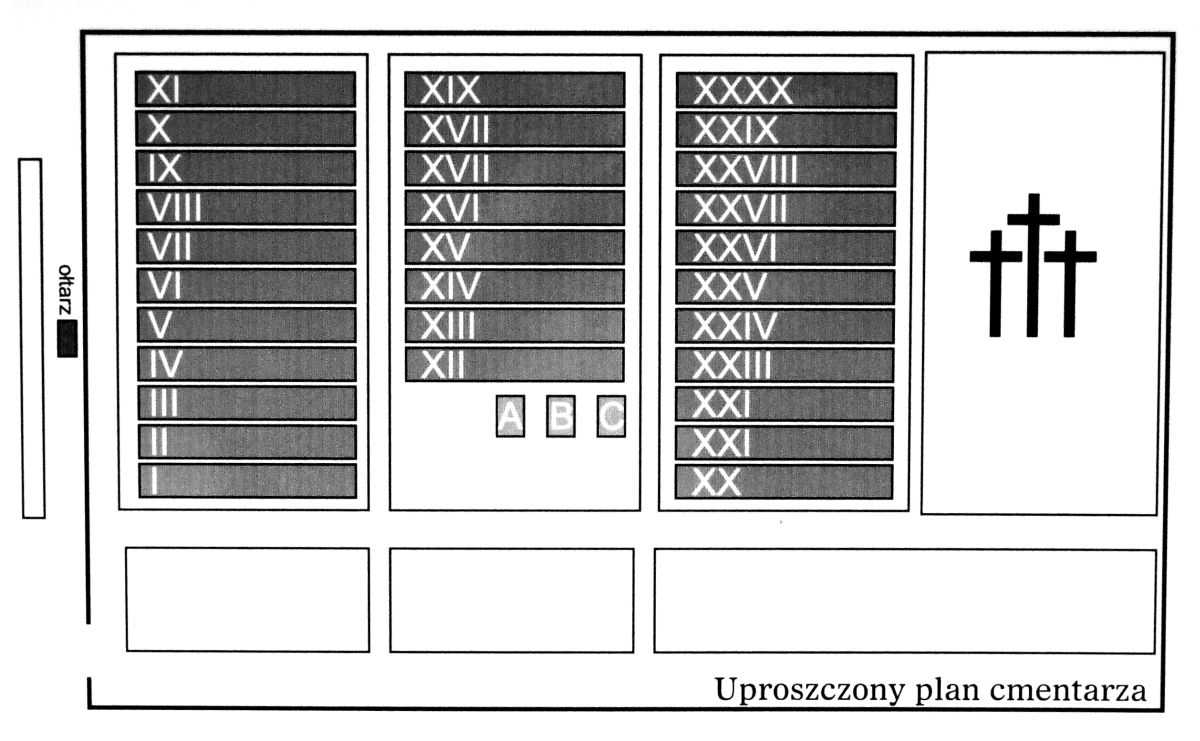
План некрополя

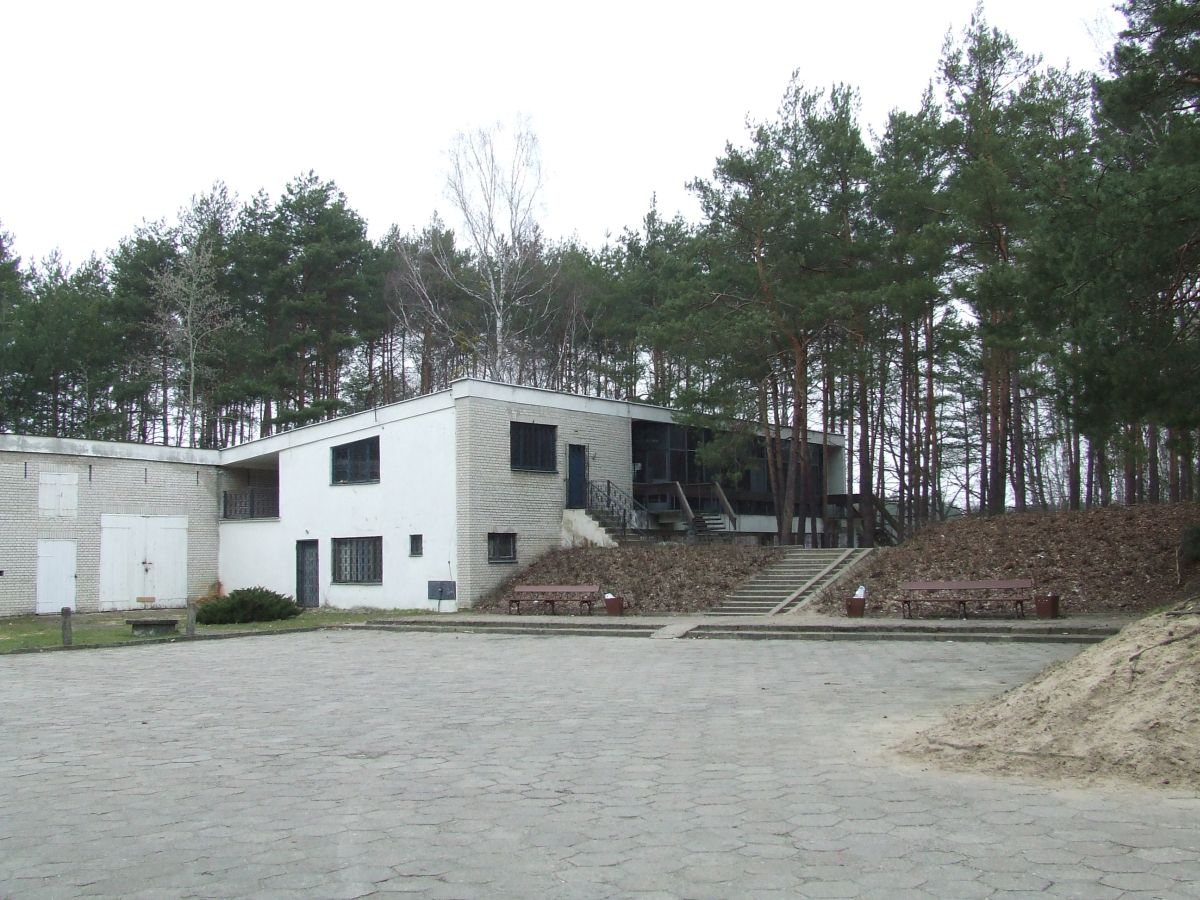
Музей борьбы и мученичества

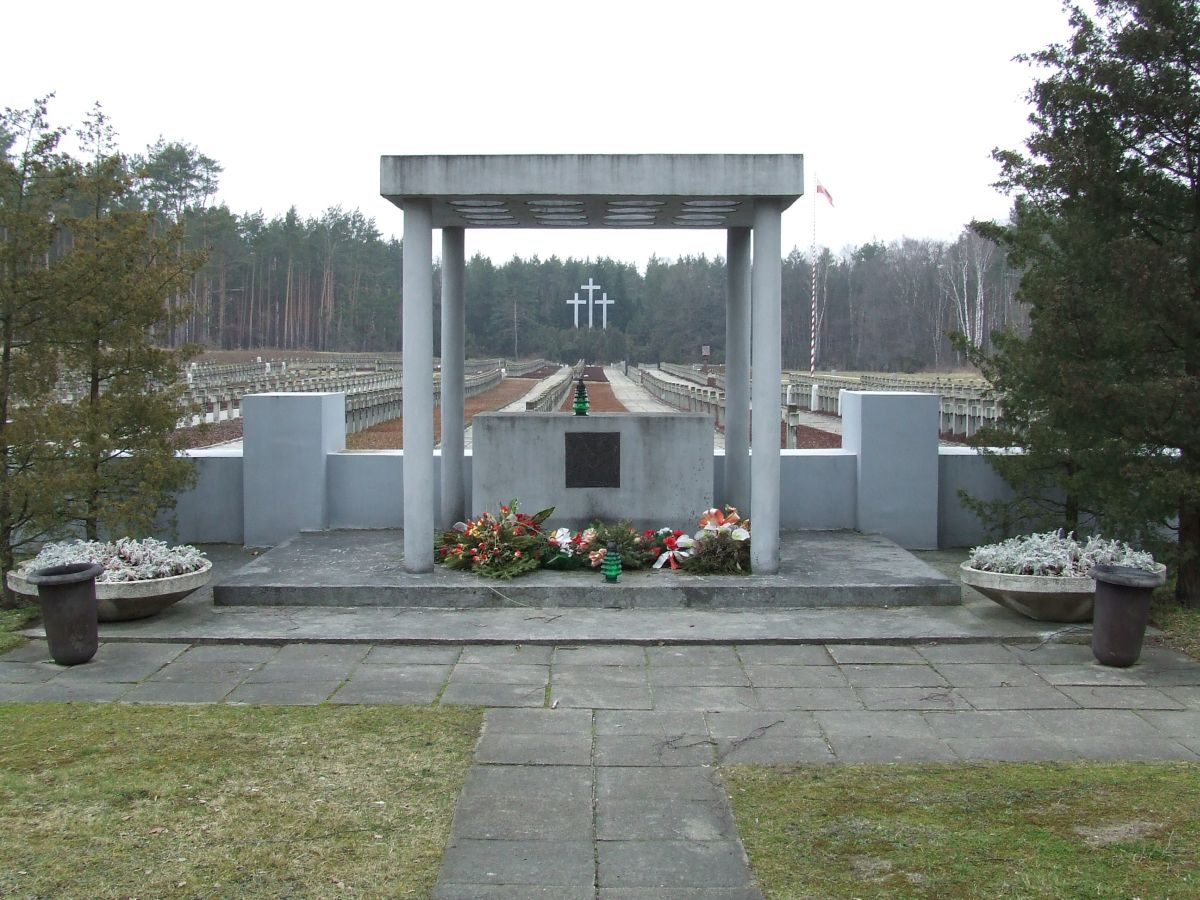
Главная ось некрополя

Пальмирское кладбище (пол. Cmentarz w Palmirach) — некрополь, находящийся на территории Кампиносского национального парка в окрестностях села Пальмиры гмины Чоснув Новодвурского повята Мазовецкого воеводства. Некрополь носит статус места национальной памяти. На кладбище захоронено более 2 тысяч человек, убитых во время массовых экзекуций в период с 1939 по 1943 год. Разные источники упоминают о разном числе захороненных: 2115 человек (информационная табличка на кладбище), 2204 человек и 2252 человек.
С 9 апреля 2011 года из Варшавы до некрополя организован автобусный маршрут № 800 от станции лёгкого метро «Млоцины».

## История
В 1929 году в глубине Кампиносской пущи в окрестностях Пальмиры на дороге в сторону деревни Поцеха в 7 километрах от модлинского шоссе в целях маскировки от авиационных налётов были построены военные склады, состоящие из двух рядов зданий складских помещений. К этим складам была проведена железнодорожная линия со станции Варшава-Гданьская через населённые Млоцины и Ломянки до села Пальмиры. Осенью 1939 года в окрестностях села Пальмиры польские войска сдерживали наступление немецких войск, чтобы сохранить складируемые боеприпасы и оружие, необходимые для защиты Варшавы и польских войск, сражавшихся в районах крепости Модлин и города Закрочим. В середине сентября 1939 года склады были взорваны отступающими польскими войсками. На месте взрыва образовалась глубокая и широкая яма, которая стала использоваться немецкими оккупационными властями с декабря 1939 года для расстрелов жителей Варшавы. Расстрелы также совершались в глубине лесных насаждений.
До июля 1941 года в окрестностях Пальмиры среди лесных насаждений было произведено не менее 20 массовых экзекуций, во время которых были казнены около 1700 человек гражданского населения Варшавы главным образом доставленных из варшавских тюрем Мокотув и Павяк или арестованных во время облав. Крупнейшая экзекуция состоялась 20-21 июня 1940 года, когда во время проведения «Акции AB» было расстреляно 335 представителей варшавской интеллигенции, заключённых в тюрьме Павяк. Во время расстрелов соблюдались повышенные меры предосторожности и маскировки, во время которых места расстрелов оцеплялись жандармерией и при казни не использовались польские рабочие. Места казней маскировались посадкой саженцев. Тем не менее, места расстрелов были известны местным жителям.
После войны началась работа по открытию мест массовых экзекуций. 2 июня 1946 года началась эксгумация жертв, которую проводил Польский красный крест. Во время эксгумации были обнаружены 24 мест массовых экзекуций с более чем 1700 человеческих останков, среди которых было 170 женских тел. 400 человеческих останков были идентифицированы.
По окончании эксгумации, которая происходила 2 мая 1946 года, Польский красный крест обнаружил следующие места массовых экзекуций:
- с 16 до 19 июля 1946 года были обнаружены три братских могилы в Хойновском лесу в окрестностях села Стефаново. В этом месте расстрелы совершались в январе и феврале 1943 года;
- с 31 марта по 3 апреля 1947 года были обнаружено место расстрела в районах Шведских гор;
- 12 и 13 марта 1947 года место расстрела около населённого пункта Вулька-Венглова;
- 14 и 16 мая 1947 года место расстрела около населённого пункта Вулька-Венглова;
- с 16 по 22 мая 1947 года в окрестностях населённого пункта Ляски.

Идентифицированные останки жертв были переданы родственникам. Неопознанные жертвы были захоронены на современном кладбище около села Пальмиры, которое было основано в 1948 году.
На Пальмирском кладбище были захоронены:
- 1793 человека, расстрелянных в окрестностях села Пальмиры в период с 1939 года по 1943 год;
- 96 человек, расстрелянных в Шведских горах в январе 1940 года;
- 48 жителей села Легионово, которые были расстреляны 26 февраля 1941 года;
- 115 человек, расстрелянных в населённом пункте Ляски в 1942 году;
- 83 человека, расстрелянных на горе Луже в 1942 году;
- 102 человека, расстрелянных в Хойновском лесу в окрестностях населённого пункта Стефаново в феврале 1943 года;
- 15 человек, расстрелянных в населённом пункте Вулька-Венглова в мае 1943 года.

В 1973 году рядом с некрополем был открыт Музей борьбы и мученичества, который демонстрирует материалы, связанные с партизанским движением на территории Кампиносской пущи и массовых расстрелов. С 1980 года музей является филиалом варшавского Исторического музея. В 2009 году был объявлен конкурс на проект нового здания для музея. В 2010 году началось строительство нового музея, который был торжественно открыт 31 мая 2011 года.
В 2004 и 2005 году некрополь подвергся актам вандализма. Было похищено 2218 алюминиевых табличек с идентификационными данных захороненных. До настоящего времени последствия вандализма не восстановлены в полной мере.

## Описание
При входе на кладбище находится мемориальный камень с табличкой, на которой выбиты слова неизвестного заключённого, написанные им на стене камеры № 6 тюрьмы Гестапо, которая располагалась на варшавской аллее имени Шуха, 26.

 «Легко говорить о Польше, трудней для неё трудиться

 Ещё труднее умереть, но более всего — терпеть»
Оригинальный текст (пол.)
"Łatwo jest mówić o Polsce, trudniej dla niej pracować,

jeszcze trudniej umrzeć, a najtrudniej cierpieć.."

Над некрополем доминируют три креста, расположенные в лесных насаждениях на фронте кладбища.

## Память
О Пальмирском кладбище в Польше в 2012 году снят документальный фильм «Palmiry — Polski Katyń».

## Ссылки

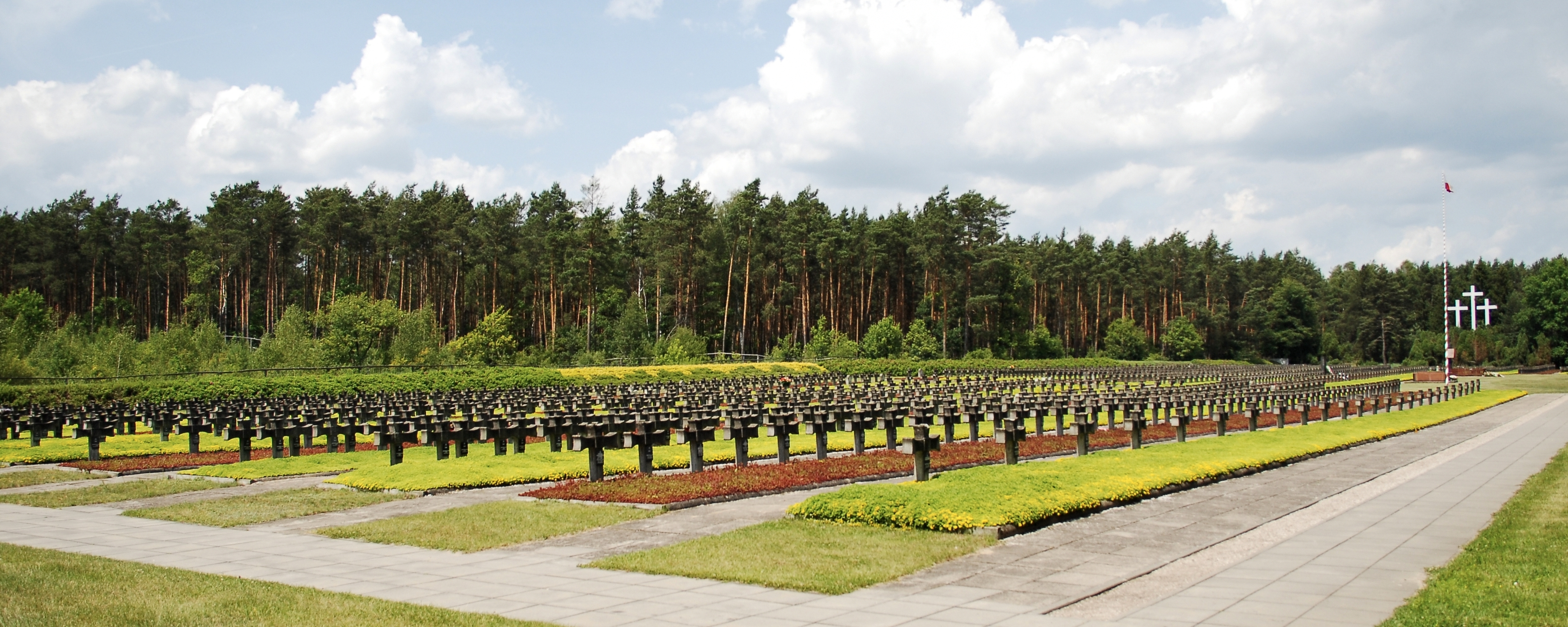
Панорама некрополя